# Dimcevo
Dimcevo (în bulgară Димчево) este un sat în partea de est a Bulgariei în Regiunea Burgas, pe pantele nordice ale munților Strangea. Aparține administrativ de Comuna Burgas. La recensământul din 2001 localitatea avea 120 locuitori. Aproape de sat se află ruinele fortificației antice Skafidia.

## Demografie
Componența etnică a satului Dimcevo
     Turci (3,44%)
     Bulgari (87,93%)
     Nicio identificare (8,62%)
     Altele (0%)
La recensământul din 2011, populația satului Dimcevo era de 174 locuitori. Din punct de vedere etnic, majoritatea locuitorilor (87,93%) erau bulgari, cu o minoritate de turci (3,44%). Pentru 8,62% din locuitori nu este cunoscută apartenența etnică.